# Usurbil
Usurbil is een gemeente in de Spaanse provincie Gipuzkoa in de regio Baskenland met een oppervlakte van 25 km². Usurbil telt 6.197 inwoners (1 januari 2016).

## Demografische ontwikkeling
Bron: INE, 1857-2011: volkstellingen

## Geboren
- Haimar Zubeldia (1977), wielrenner
- Joseba Zubeldia (1979), wielrenner
- Andoni Iraola (1982), voetbalcoach
- Imanol Agirretxe (1987), voetballer
- Xuban Errazkin (1996), wielrenner